# Rosario
Rosario, thành phố ở phía đông của Argentina, ở tỉnh Santa Fe, là một thành phố cảng bên sông Paraná. Thành phố này là một trong những thành phố lớn nhất của Argentina. Thành phố Rosario cũng là một trạm tàu hỏa chính và là một trung tâm tàu biển của Bắc Argentina. Các tàu biển đến thành phố thông qua sông Paraná. Cảng ở đây bị bồi lắng và phải được nạo vét, đường, sản phẩm thịt và thực phẩm. Thành phố có Đại học quốc gia Rosario (1968). Rosario được lập năm 1725 nhưng vẫn là một làng nhỏ cho đến năm 1850, khi người ta xây một cảng. Thành phố này hiện đại với các đại lộ, công viên và ngoại ô hấp dẫn. Dân số năm 2001 của thành phố là 909.397 người, dân số Vùng đô thị Rosario là 1.121.441 người.

## Khí hậu
| Dữ liệu khí hậu của Rosario (1961–1990)                            | Dữ liệu khí hậu của Rosario (1961–1990) | Dữ liệu khí hậu của Rosario (1961–1990) | Dữ liệu khí hậu của Rosario (1961–1990) | Dữ liệu khí hậu của Rosario (1961–1990) | Dữ liệu khí hậu của Rosario (1961–1990) | Dữ liệu khí hậu của Rosario (1961–1990) | Dữ liệu khí hậu của Rosario (1961–1990) | Dữ liệu khí hậu của Rosario (1961–1990) | Dữ liệu khí hậu của Rosario (1961–1990) | Dữ liệu khí hậu của Rosario (1961–1990) | Dữ liệu khí hậu của Rosario (1961–1990) | Dữ liệu khí hậu của Rosario (1961–1990) | Dữ liệu khí hậu của Rosario (1961–1990) |
| Tháng                                                              | 1                                       | 2                                       | 3                                       | 4                                       | 5                                       | 6                                       | 7                                       | 8                                       | 9                                       | 10                                      | 11                                      | 12                                      | Năm                                     |
| ------------------------------------------------------------------ | --------------------------------------- | --------------------------------------- | --------------------------------------- | --------------------------------------- | --------------------------------------- | --------------------------------------- | --------------------------------------- | --------------------------------------- | --------------------------------------- | --------------------------------------- | --------------------------------------- | --------------------------------------- | --------------------------------------- |
| Cao kỉ lục °C (°F)                                                 | 39.4 (102.9)                            | 38.9 (102.0)                            | 37.0 (98.6)                             | 32.6 (90.7)                             | 31.2 (88.2)                             | 27.2 (81.0)                             | 30.1 (86.2)                             | 33.4 (92.1)                             | 31.4 (88.5)                             | 34.8 (94.6)                             | 37.6 (99.7)                             | 39.2 (102.6)                            | 39.4 (102.9)                            |
| Trung bình ngày tối đa °C (°F)                                     | 30.8 (87.4)                             | 29.5 (85.1)                             | 27.0 (80.6)                             | 23.4 (74.1)                             | 20.2 (68.4)                             | 16.5 (61.7)                             | 16.4 (61.5)                             | 18.3 (64.9)                             | 20.7 (69.3)                             | 23.6 (74.5)                             | 26.6 (79.9)                             | 29.5 (85.1)                             | 23.5 (74.3)                             |
| Trung bình ngày °C (°F)                                            | 24.2 (75.6)                             | 23.1 (73.6)                             | 20.8 (69.4)                             | 17.1 (62.8)                             | 13.7 (56.7)                             | 10.3 (50.5)                             | 10.3 (50.5)                             | 11.5 (52.7)                             | 13.9 (57.0)                             | 17.3 (63.1)                             | 20.3 (68.5)                             | 23.0 (73.4)                             | 17.1 (62.8)                             |
| Tối thiểu trung bình ngày °C (°F)                                  | 17.7 (63.9)                             | 17.0 (62.6)                             | 15.2 (59.4)                             | 11.7 (53.1)                             | 8.3 (46.9)                              | 5.3 (41.5)                              | 5.3 (41.5)                              | 5.7 (42.3)                              | 7.6 (45.7)                              | 10.9 (51.6)                             | 13.8 (56.8)                             | 16.4 (61.5)                             | 11.2 (52.2)                             |
| Thấp kỉ lục °C (°F)                                                | 7.0 (44.6)                              | 6.2 (43.2)                              | 3.1 (37.6)                              | 0.0 (32.0)                              | −4.2 (24.4)                             | −5.7 (21.7)                             | −6.9 (19.6)                             | −5.8 (21.6)                             | −4.8 (23.4)                             | −1.2 (29.8)                             | 2.7 (36.9)                              | 5.1 (41.2)                              | −6.9 (19.6)                             |
| Lượng Giáng thủy trung bình mm (inches)                            | 104.5 (4.11)                            | 116.4 (4.58)                            | 164.6 (6.48)                            | 79.7 (3.14)                             | 46.7 (1.84)                             | 36.6 (1.44)                             | 36.8 (1.45)                             | 36.7 (1.44)                             | 61.6 (2.43)                             | 91.8 (3.61)                             | 98.3 (3.87)                             | 120.0 (4.72)                            | 993.7 (39.12)                           |
| Số ngày giáng thủy trung bình (≥ 0.1 mm)                           | 9                                       | 8                                       | 9                                       | 7                                       | 6                                       | 5                                       | 5                                       | 5                                       | 6                                       | 9                                       | 9                                       | 9                                       | 87                                      |
| Độ ẩm tương đối trung bình (%)                                     | 69                                      | 72                                      | 78                                      | 81                                      | 82                                      | 82                                      | 82                                      | 77                                      | 74                                      | 73                                      | 70                                      | 68                                      | 76                                      |
| Số giờ nắng trung bình tháng                                       | 313.1                                   | 271.2                                   | 244.9                                   | 216.0                                   | 189.1                                   | 150.0                                   | 164.3                                   | 201.5                                   | 201.0                                   | 232.5                                   | 270.0                                   | 291.4                                   | 2.745                                   |
| Phần trăm nắng có thể                                              | 73                                      | 71                                      | 64                                      | 64                                      | 58                                      | 50                                      | 52                                      | 59                                      | 56                                      | 58                                      | 65                                      | 65                                      | 61                                      |
| Nguồn 1: NOAA                                                      |                                         |                                         |                                         |                                         |                                         |                                         |                                         |                                         |                                         |                                         |                                         |                                         |                                         |
| Nguồn 2: Servicio Meteorológico Nacional (ngày giáng), UNLP (nắng) |                                         |                                         |                                         |                                         |                                         |                                         |                                         |                                         |                                         |                                         |                                         |                                         |                                         |

## Danh nhân
- Lionel Messi, huyền thoại bóng đá người Argentina,G.O.A.T của làng bóng đá
- Ángel Di María, cầu thủ bóng đá
- Che Guevara, nhà Cách mạng theo Chủ nghĩa Marx, bác sĩ, tác giả, lãnh đạo du kích, nhà ngoại giao và nhà lý luận quân sự.